# Matinera muntanyenca
La matinera muntanyenca(Illadopsis pyrrhoptera) és un ocell de la família dels pel·lorneids (Pellorneidae).

## Hàbitat i distribució
Habita els boscos de les muntanyes de l'est de la República Democràtica del Congo, Ruanda, Burundi, oest d'Uganda, nord-oest de Kenya, oest de Tanzània i nord de Malawi.